# 左赫塔河
左赫塔河是俄羅斯的河流，位於秋明州亞馬爾-涅涅茨自治區，屬於納德姆河的左支流。该河全長357（222英里），流域面積11,300平方公里。